# Нижня Австрія
Нижня Австрія (нім. Niederösterreich вимова [ˈniːdɐˌʔøːstəʁaɪ̯ç], скорочено НА або NÖ; австро-бав. Niedaöstareich; словац. Dolné Rakúsko; чеськ. Dolní Rakousy) — федеральна земля на північному сході Австрії. Є найбільшою провінцією Австрії. Столиця і найбільше місто — Санкт-Пельтен.

## Географія

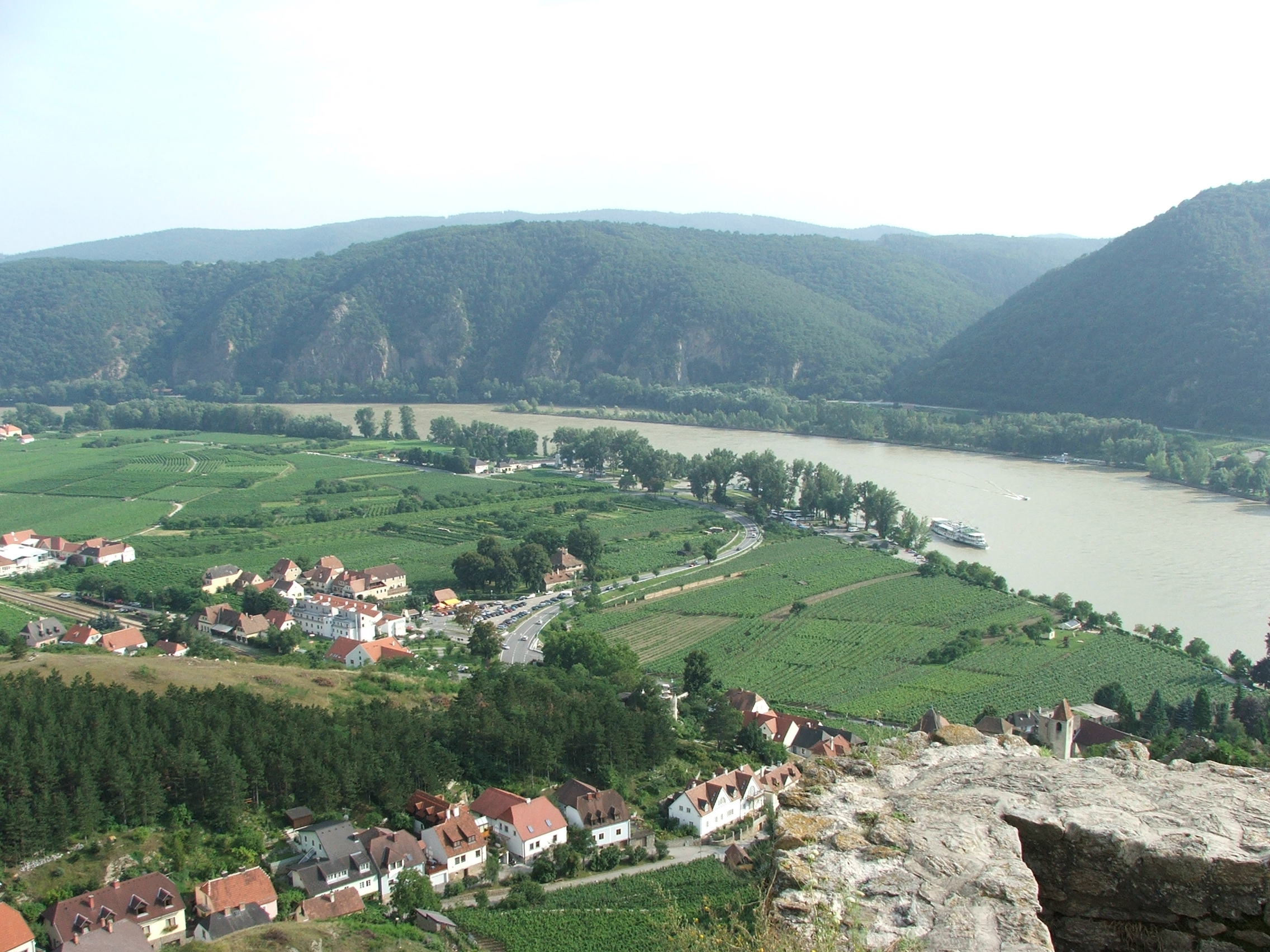
Долина Вахау. Нижня Австрія

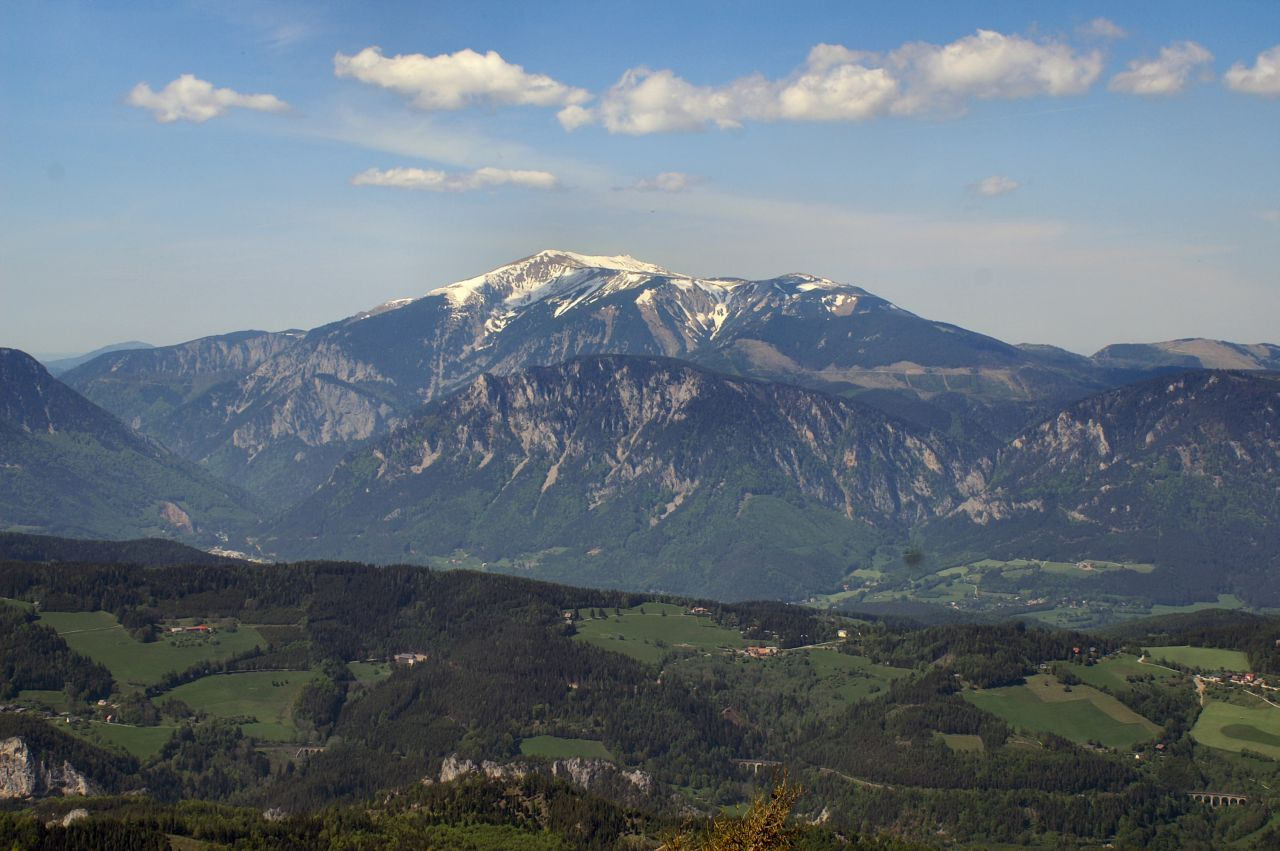
Шнеєберг (Снігова гора). Найвищий пік Нижньої Австрії

Площа території 19 178 км² (1-е місце).
На заході межує з Верхньою Австрією, на північному заході і півночі примикає до Чехії (Південноморавський край), на півночі на річці Морава до Словаччини, на північному сході — до Трнавського та Братиславського країв Словаччини, на півдні примикає до Штирії, на південному сході до федеральної землі Бургенланд. Нижня Австрія має протяжність 414 км.
Нижня Австрія має м'який помірно-континентальний клімат. Центральною частиною Нижньої Австрії тече Дунай.

## Адміністративний поділ
Нижня Австрія традиційно ділиться на 4 частини (нім. Viertel), які не є адміністративними одиницями але їх межі часто збігаються з межами адміністративно-територіальних одиниць. Регіональне планування Нижньої Австрії з виробничих причин поділяє територію країни на чотири напрямки діяльності. Офіційна карта, що показує поділ Нижньої Австрії на чотири частини (в тому числі кордони муніципальних утворень), є тут.

Частини:
- Промисловий район нім. Industrieviertel (чеськ. Průmyslová čtvrť)
- Мостфіртель нім. Mostviertel (чеськ. moštová i burčáková čtvrť)
- Вальдфіртель (лісова частина) нім. Waldviertel (чеськ. Lesní čtvrť)
- Вейнфіртель (територія лугів і пасовищ) нім. Weinviertel (чеськ. Vinná čtvrť)

Нижня Австрія ділиться на 21 політичних районів (нім. Bezirke) і 4 статутні міста (нім. Statutarstädte). 

Статутні міста
| Статутні міста        | Площа (км²) | Населення станом на 01.01.2011 | Ідентифікація знаків транспортних засобів |
| --------------------- | ----------- | ------------------------------ | ----------------------------------------- |
| Кремс                 | 51,61 км²   | 24014                          | KS                                        |
| Санкт-Пельтен         | 108,48 км²  | 51956                          | P                                         |
| Вайдгофен-ан-дер-Іббс | 131,52 км²  | 11470                          | WY                                        |
| Вінер-Нойштадт        | 60,96 км²   | 41042                          | WN                                        |

Райони:
- Амштеттен (нім. Bezirk Amstetten)

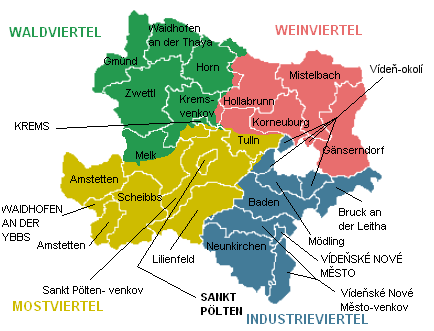
Поділ Нижньої Австрії (в тому числі на адміністративно-територіальні одиниці)

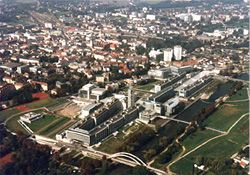
Санкт-Пельтен

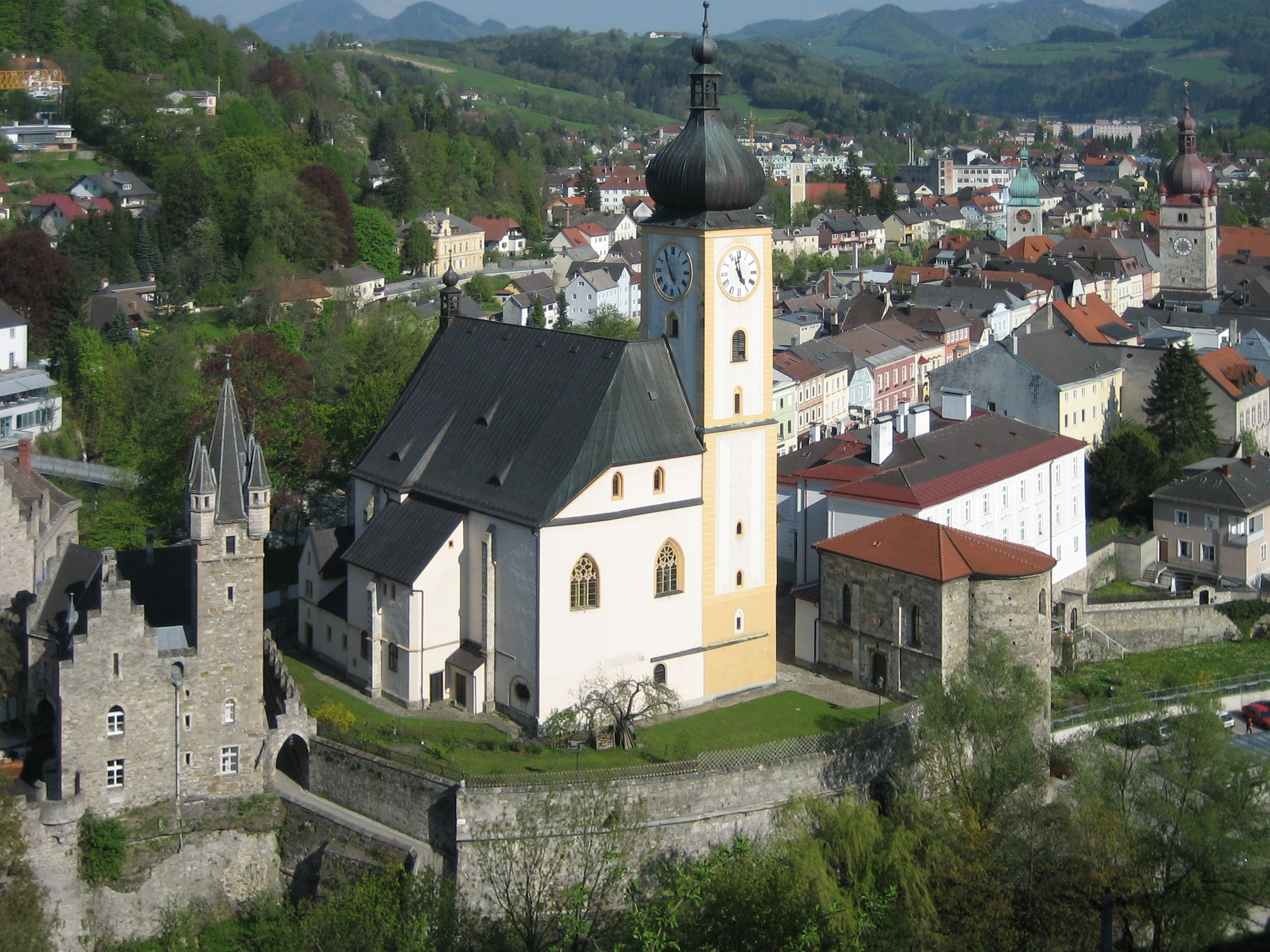
Вайдгофен-ан-дер-Іббс

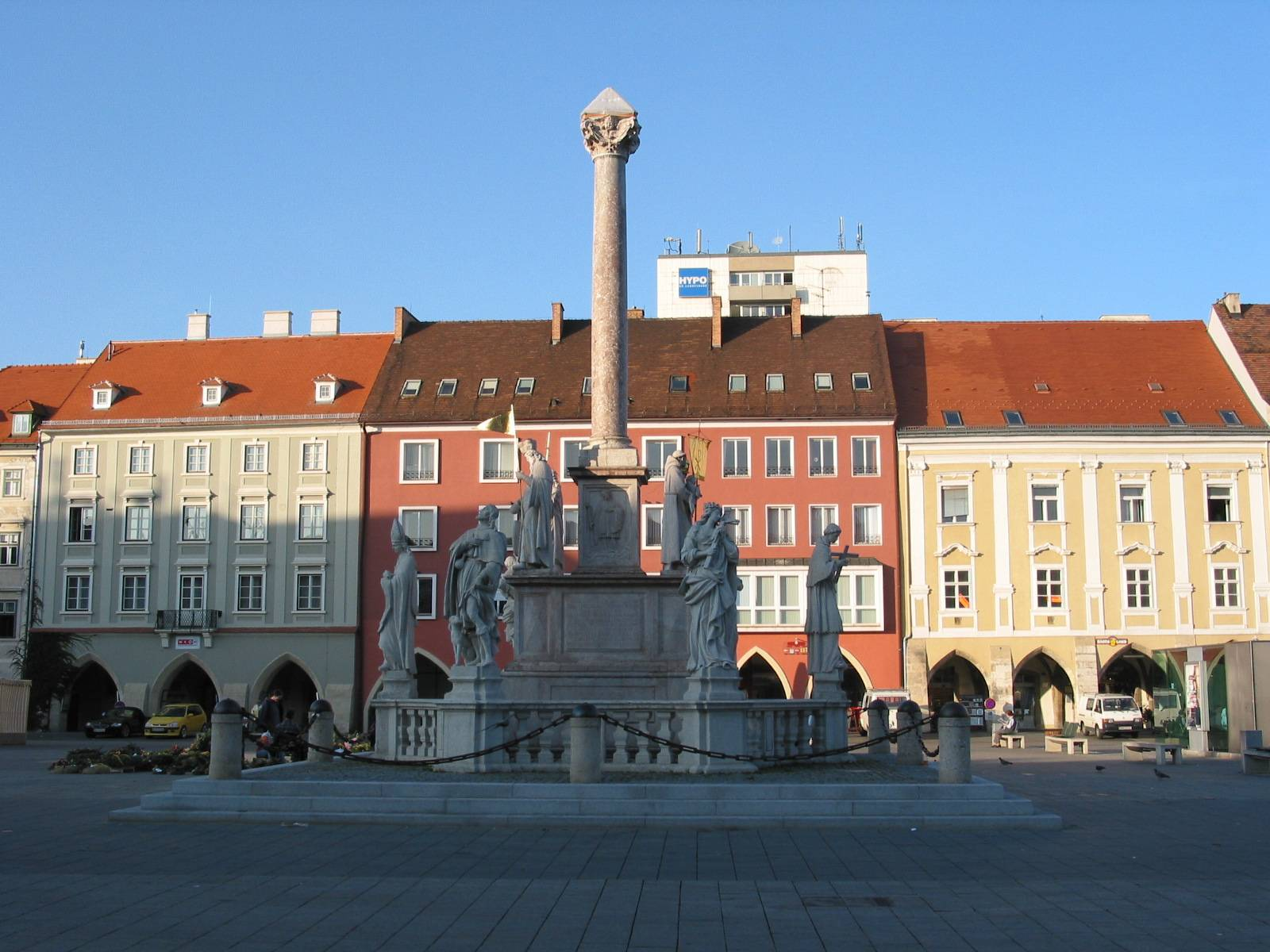
Вінер-Нойштадт

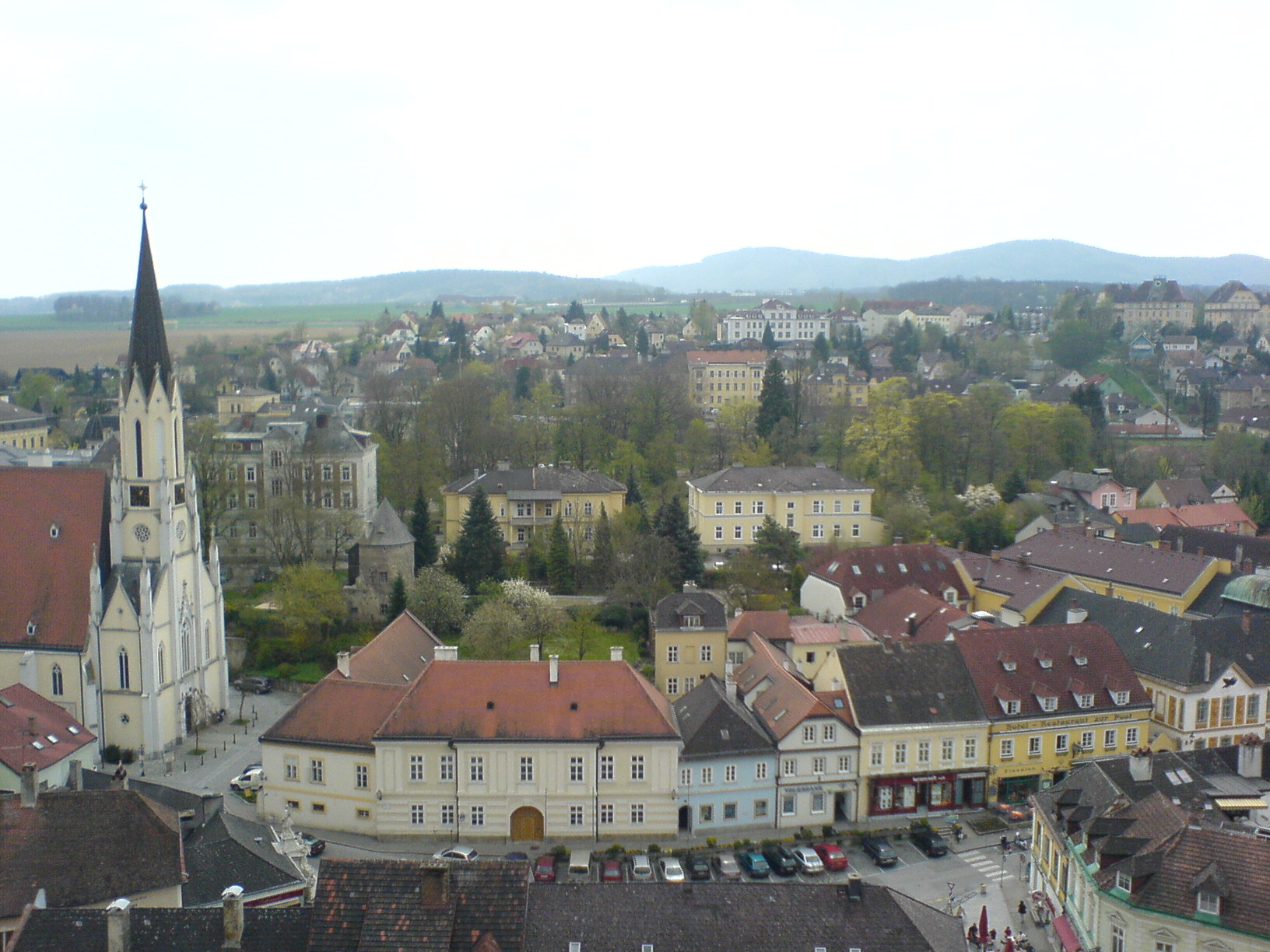
Мельк

- Баден (нім. Bezirk Baden (Österreich))
- Брук-на-Лайті (нім. Bezirk Bruck an der Leitha)
- Гензерндорф (нім. Bezirk Gänserndorf)
- Гмюнд (нім. Bezirk Gmünd)
- Голлабрунн (нім. Bezirk Hollabrunn)
- Горн (нім. Bezirk Horn)
- Корнойбург (нім. Bezirk Korneuburg)
- Кремс-Ланд (нім. Bezirk Krems-Land)
- Лілієнфельд (нім. Bezirk Lilienfeld)
- Мельк (нім. Bezirk Melk)
- Містельбах (нім. Bezirk Mistelbach)
- Медлінг (нім. Bezirk Mödling)
- Нойнкірхен (нім. Bezirk Neunkirchen)
- Санкт-Пельтен (нім. Bezirks Sankt Pölten-Land)
- Шайббс (нім. Bezirk Scheibbs)
- Тулльн (нім. Bezirk Tulln)
- Вайдгофен-ан-дер-Тая (нім. Bezirk Waidhofen an der Thaya)
- Вінер-Нойштадт-Ланд (нім. Bezirk Wiener Neustadt-Land)

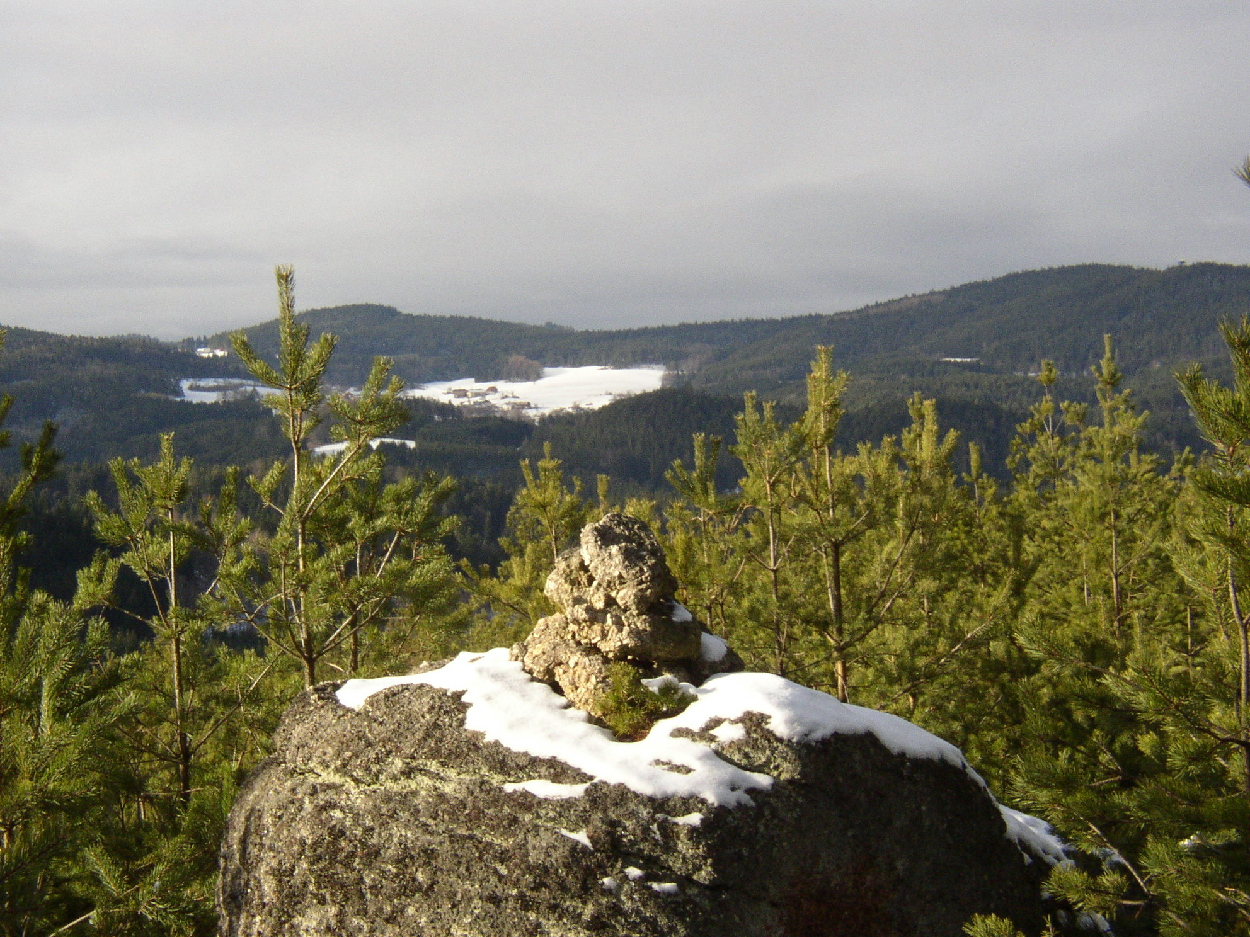
Ліс в горах Нижньої Австрії.

- Відень-область (нім. Bezirk Wien-Umgebung)
- Цветтль (нім. Bezirk Zwettl)

## Територія
| Призначення                 | Площа км² | Відсоток від загальної |
| --------------------------- | --------- | ---------------------- |
| Сільськогосподарські угіддя | 7.000     | 42                     |
| Ліс                         | 6.711     | 40                     |
| Луги                        | 1.750     | 11                     |
| Пасовища                    | 300       | 1,7                    |
| Виноградники                | 315       | 1,9                    |

## Населення
За останніми даними від 2011 року в Нижній Австрії проживає понад 1,6 млн жителів.
Густота населення становить близько 84 особи/км². Частини міста Відня набагато більш населені — 150–250 осіб/км², а в прикордонних районах на півночі та сході країни і в горах на південний захід і північному-заході набагато нижча густота — менше, ніж 50 осіб/км².
Етнічний склад: Нижня Австрія традиційно населена австрійськими німцями. Немає історичних меншин, але в останні десятиліття має місце значне число іммігрантів (особливо югослави і турки) оселилися у великих містах і селах навколо Відня.
Релігійна приналежність
У 2001 році 82,6 відсотка жителів християни (79,3 відсотка римо-католики, 3,3 відсотка протестанти), 3,2 відсотка мусульмани і 10,8 відсотка світські.

## Політика
1918–1934 Нижня Австрія була розділена на чотири округи. Парламент складається з 60 депутатів.

## Економіка
Нижня Австрія є дуже прогресивною, особливо в районі міста Відня. Він розташований у щільній мережі доріг, а також наявний Віденський міжнародний аеропорт «Швехат». Високо розвинена промисловість переважно в областях, пов'язаних з Віднем, Санкт-Пельтен і Вінер-Нойштадт.

Традиційно поділяється на чотири різні секції (чверті) для традиційної господарської діяльності:
- Північна — Винний район — виноградарство;
- Південно-Східна — промисловий район — промисловість;
- Південно-Західна — район фруктів — фрукти;
- Північний захід — Лісовий район — лісове господарство.

### Сільське господарство
42 відсотки від загальної площі відводиться ріллі. 40 відсотків відносяться до категорії лісових земель. Хоча в останні десятиліття через швидку індустріалізацію була зменшена важливість сільського господарства та його подальший розвиток, та сфера вина і фруктів зростає. Тваринництво, сільське господарства і лісовий сектор економіки сильні.

Виноробством, в основному, займаються в регіоні Вахау.

### Туризм
Найвідоміший туризм пов'язаний з культурою вина (Вахау). Курортний туризм розвивається в Газі. У Відні є багато курортів, знаменитий Вудс Відні. Розвинений і релігійний туризм — Римо-католицький монастир Мельк.

## Прапори, що схожі на прапор Нижньої Австрії
прапори народів слов'янських територій
- Прапор Далмації

- Прапор Верхньої Лужиці (сорби) (зараз в Німеччині)

- Прапор Братиславського краю (Словаччина)

- Прапор Трнавського краю (Словаччина)
- Прапор України